# All is full of love
«All is Full of Love» es un sencillo lanzado en junio de 1999 por la cantante y compositora islandesa Björk. Pertenece a Homogenic, su tercer álbum como solista, o cuarto si se toma en cuenta Björk.
El videoclip de la canción seguía emitiéndose en el 2011 en la MTV en su bloque de viedobox clásicos, junto a vídeos como Ava Adore de The Smashing Pumpkins, Friday I'm in Love de The Cure.
En EE. UU. la canción fue un éxito dance de rock alternativo, de hecho alcanzó el puesto n.º. 8 en las listas dance de EE. UU.. El sencillo fue el primero en la discografía de Björk en publicarse en el nuevo formato de DVD single para mejorar la calidad del vídeo. 

## Acerca de la canción
La canción tiene sonidos inspirados por máquinas y está acompañado por instrumentos orquestales y clavicordio tocado por Guy Sigsworth. Fue originalmente lanzada como sencillo dance por Funkstorung con sus remixes a finales del 1998, pero después recibió un sencillo propio con un vídeo hecho para la canción en el verano de 1999.

## Videoclip
El videoclip fue dirigido por Chris Cunningham y en él los protagonistas son dos robots que se aman.
All is Full of Love recibió una candidatura a los premios Grammy y ganó varios, como "Mejor Video" y "Mejores Efectos Especiales" en los MTV Video Awards del año 2000. El video es en sí mismo una muestra de la contradicción existente en Homogenic, el blanco y el negro y el amor y la máquina (metáforas de la cuerda y la electrónica existentes en el propio disco).[cita requerida]

## Versiones del sencillo

### EU CD
1. «All Is Full of Love» (Radio Mix) - 04:50
2. «All Is Full of Love» (Radio Strings Mix) - 04:46
3. «All Is Full of Love» (Guy Sigsworth mix) - 04:22
4. «All Is Full of Love» (Funkstörung Exclusive mix) - 04:36
5. «All Is Full of Love» (Plaid mix) - 04:15

### US CD
1. «All Is Full of Love» (Video Versión) - 04:50
2. «All Is Full of Love» (Funkstörung Exclusive mix) - 04:36
3. «All Is Full of Love (Strings)» - 04:46
4. «All Is Full of Love» (Álbum Versión) - 04:32
5. «All Is Full of Love» (Plaid mix) - 04:15
6. «All Is Full of Love» (Guy Sigsworth mix) - 04:22

### UK CD1
1. «All Is Full of Love» - 04:50
2. «All Is Full of Love» (Funkstörung Exclusive mix) - 04:36
3. «All Is Full of Love (Strings)» - 04:46

### UK CD2
1. «All Is Full of Love» (Álbum versión) - 04:32
2. «All Is Full of Love» (Plaid mix) - 04:15
3. «All Is Full of Love» (Guy Sigsworth mix) - 04:22

### UK DVD
1. «All Is Full of Love» (Video edit) - 04:50
2. «All Is Full of Love» (Funkstörung Exclusive mix) (audio) - 04:36
3. «All Is Full of Love (Strings)» (audio) - 04:46

### 12" vinyl record 1
1. «All Is Full of Love» (μ-ziq 7 minute mix) - 03:51
2. «All Is Full of Love» (μ-ziq 1 minute mix) - 01:05
3. «All Is Full of Love» (Funkstörung Exclusive mix) - 04:36

### 12" vinyl record 2
1. «All Is Full of Love» (Plaid remix) - 04:15
2. «All Is Full of Love» (Guy Sigsworth mix) - 04:22

### Funkstörung 1998 limited CD release
1. «All Is Full of Love» (In Love With Funkstörung Mix) - 05:29
2. «This Shit» (Performed by Funkstörung) - 05:01
3. «All Is Full of Love» (Secondotted By Funkstörung) - 04:37

### Funkstörung 1998 12" vinyl record
1. «All Is Full of Love» (In Love With Funkstörung Mix) - 05:29
2. «This Shit» (Performed by Funkstörung) - 05:01

Se lanzaron tres versiones de «All is Full of Love».

### Lista de canciones (CD 1)
1. Video Edit

2. Funkstörung Exclusive Mix

3. Strings

### Lista de canciones (CD 2)
Nombre: All is Full of Love

Fecha de lanzamiento: junio de 1999

Formato: CD

1. Original Edit

2. Plaid Mix

3. Guy Sigsworth Mix

## Tercer disco (DVD)
Nombre: All is Full of Love

Fecha de lanzamiento: junio de 1999

Formato: DVD

### Lista de canciones (DVD)
1. Video Edit
2. Funkstörung Exclusive Mix
3. Strings

## Posicionamiento
| Lista                   | Posicionamiento |
| ----------------------- | --------------- |
| Dane Hit                | Puesto n.º. 8   |
| Bandera del Reino Unido | Puesto n.º. 23  |